# Grumman S-2 Tracker
Grumman S-2 Tracker (trước 1962 có tên S2F) là một loại máy bay tác chiến chống tàu ngầm của Hải quân Hoa Kỳ.

## Biến thể
XS2F-1
YS2F-1
S2F-1
S2F-1T
S2F-1U
S2F-1S
S2F-1S1
S2F-2
S2F-2P
S2F-2U
S2F-3
S2F-3S
YS-2A
S-2A
TS-2A
US-2A
S-2B
US-2B
S-2C
RS-2C
US-2C
S-2D
YAS-2D/AS-2D
ES-2D
US-2S
S-2E
S-2F
US-2F
S-2G
CS2F-1
CS2F-2
CS2F-3
CP-121
S-2T Turbo Tracker cho Argentina
S-2T Turbo Tracker cho Đài Loan
S-2T Turbo Tracker
S-2AT
S-2ET
Hoán cải sang dân sự.
Marsh S-2F3AT Turbo Tracker
Conair Firecat hay Turbo Firecat

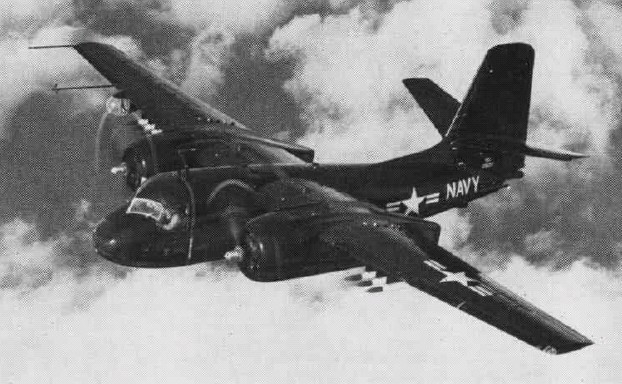
S2F-1 năm 1954.

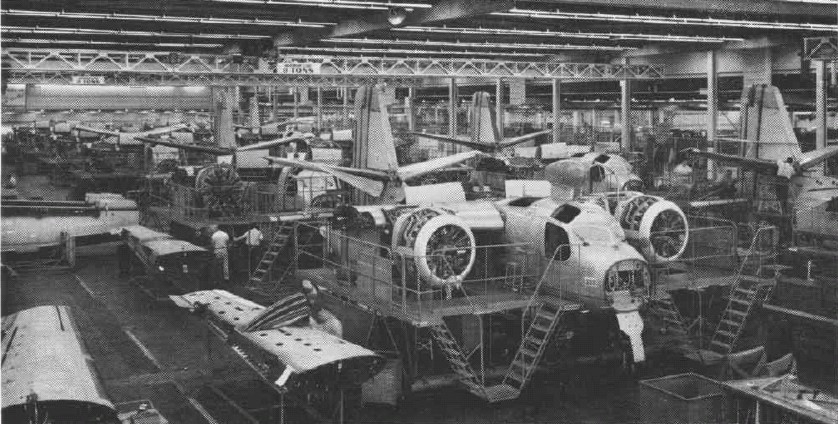
Dây chuyền sản xuất S2F năm 1956.

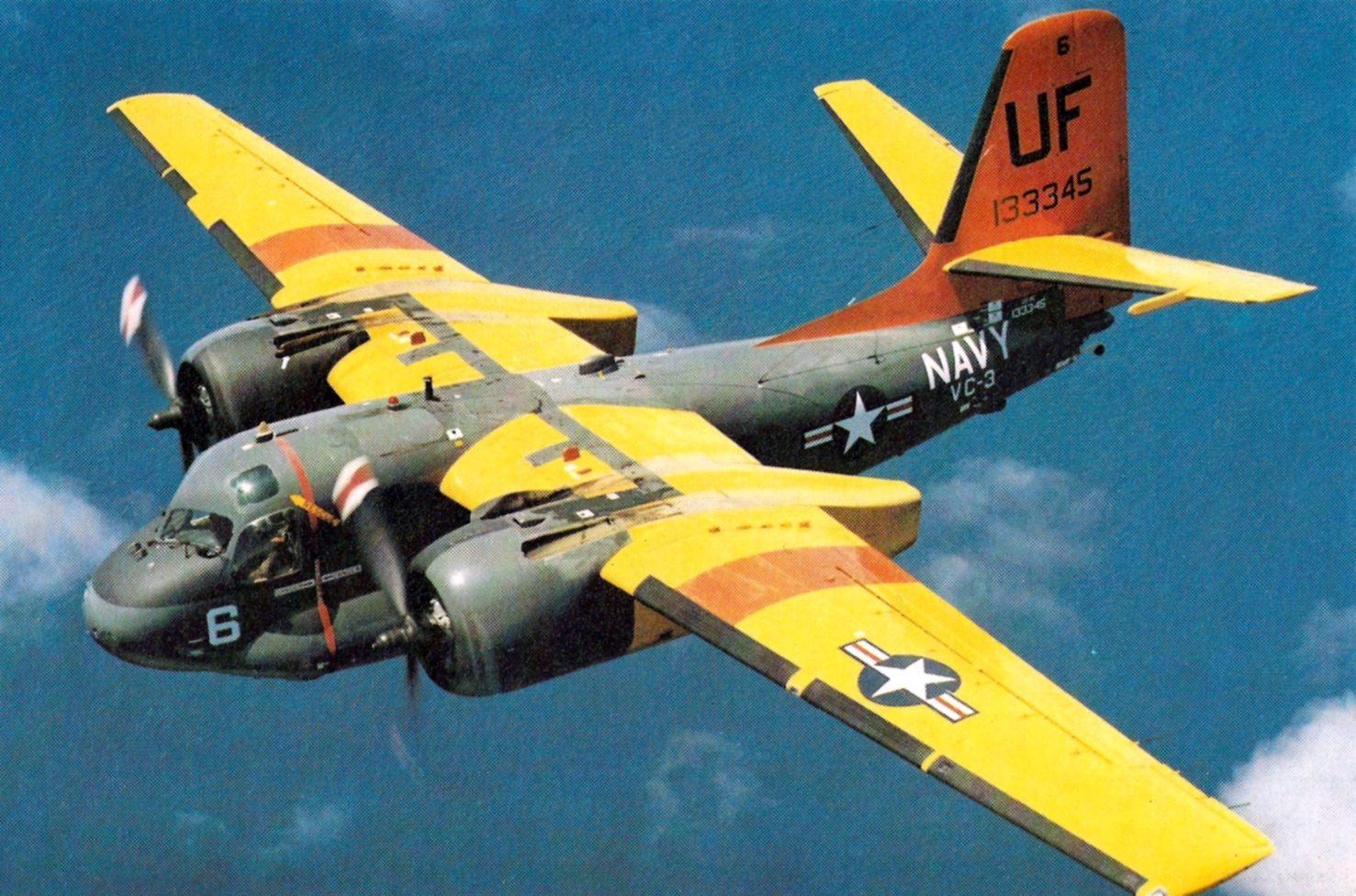
US-2F thuộc VC-3.

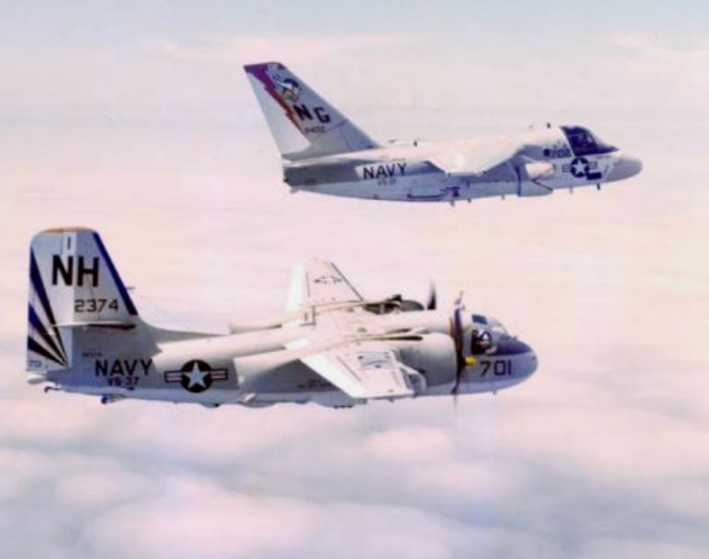
S-2G và S-3A năm 1976.

- Phiên bản vận tải/huấn luyện dựa trên Tracker xem Grumman C-1 Trader
- Phiên bản cảnh báo sớm trên không dựa trên Trader xem Grumman E-1 Tracer

## Quốc gia sử dụng

### Quân sự
Argentina
- Không quân Hải quân Argentina

 Úc
- Hải quân Hoàng gia Australia

 Brasil
- Không quân Brazil

 Canada
- Hải quân Hoàng gia Canada
- Lực lượng vũ trang Canada

 Ý
- Không quân Italy

 Nhật Bản
- Lực lượng Phòng vệ Biển Nhật Bản

 Hà Lan
- Hải quân Hoàng gia Hà Lan

 Perú
- Hải quân Peru

 Hàn Quốc
- Hải quân Hàn Quốc

 Trung Hoa Dân Quốc (Đài Loan)
- Hải quân Cộng hòa Trung Hoa

 Thái Lan

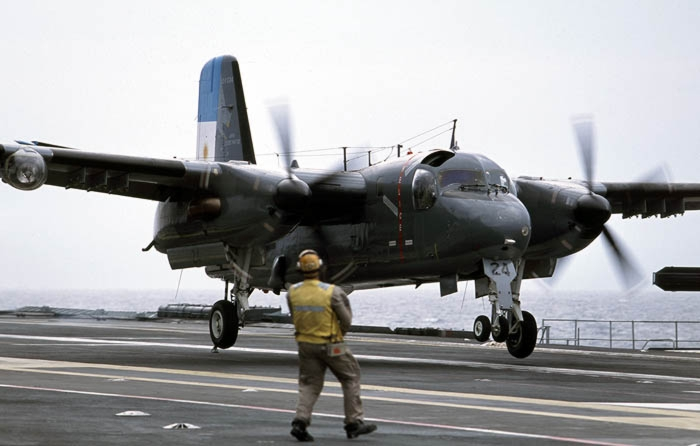
Tracker của Argentina phóng đi từ tàu sân bay NAe São Paulo của Brazil

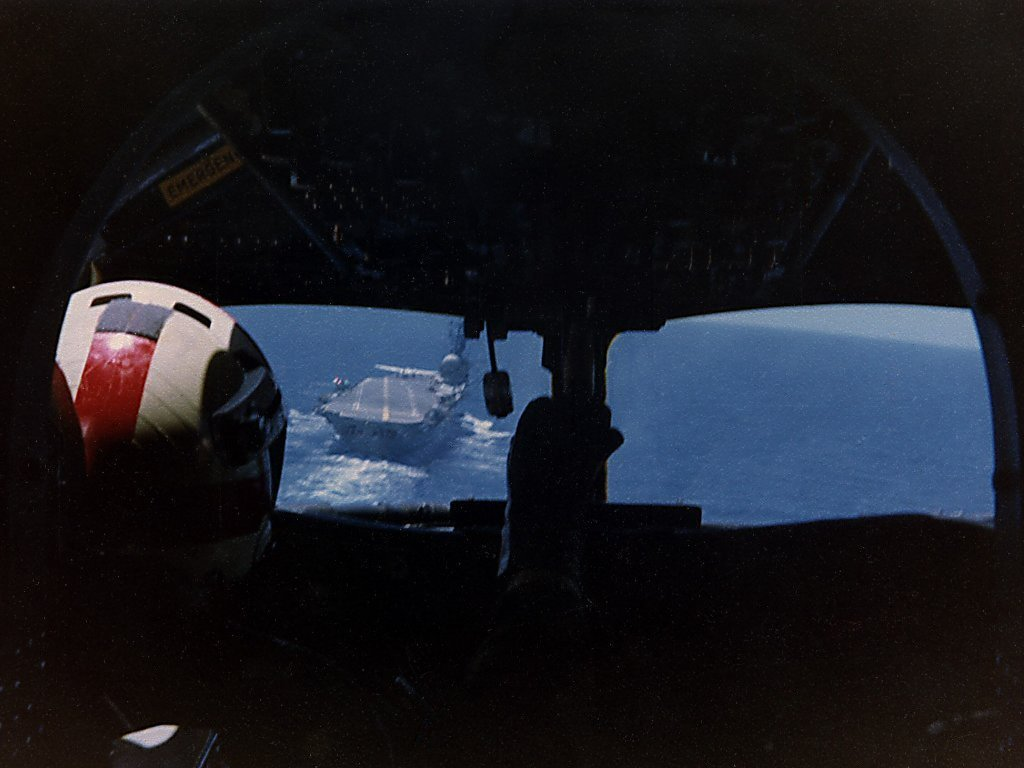
Tracker của Australia trên tàu sân bay HMAS Melbourne

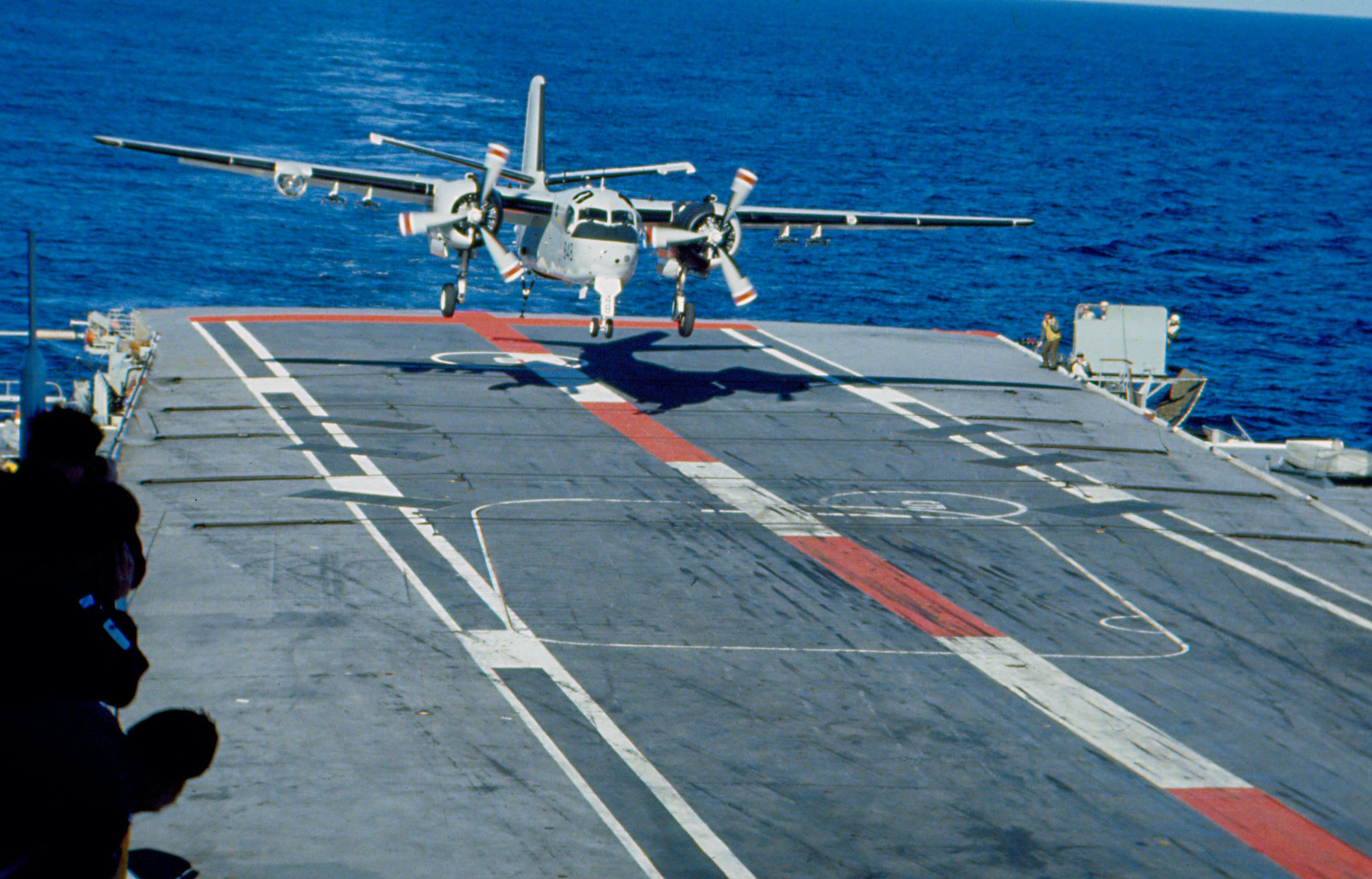
Tracker 848 hạ cánh xuống tàu HMAS Melbourne, 1980

- Không quân Hải quân Hoàng gia Thái Lan

 Thổ Nhĩ Kỳ
- Không đoàn Hải quân Thổ Nhĩ Kỳ

 Hoa Kỳ
- Hải quân Hoa Kỳ
- Thủy quân Lục chiến Hoa Kỳ

 Uruguay
- Hải quân Uruguay

 Venezuela
- Hải quân Venezuela

### Dân sự
Canada
- Conair Group Inc.
- Saskatchewan Environment
- Bộ tài nguyên Ontario

 Pháp
- Sécurité Civile

 Hà Lan
- KLM - Royal Dutch Airlines

 Hoa Kỳ

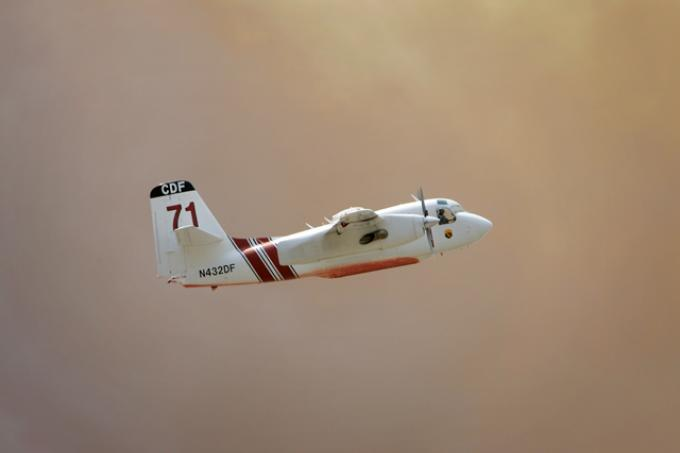
CDF S-2T, 2006

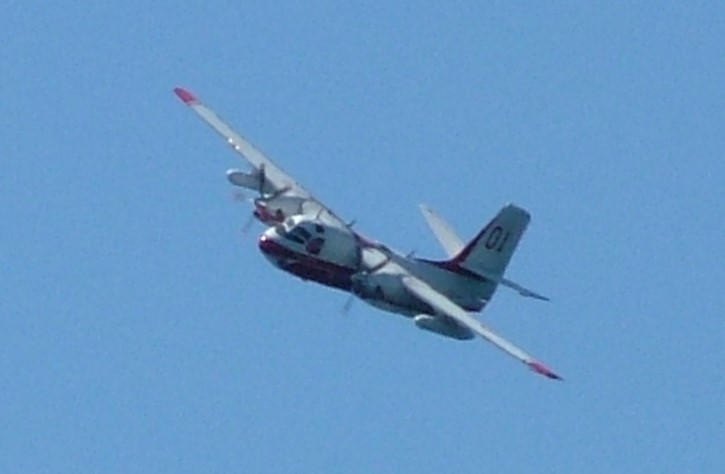
Sécurité Civile S-2FT Tracker của Pháp sử dụng cho nhiệm vụ chữa cháy

- California Department of Forestry & Fire Protection
- Hemet Valley Flying Service
- Marsh Aviation
- Sis-Q Flying Service
- Aero Union

## Tính năng kỹ chiến thuật (S-2F)
Dữ liệu lấy từ Canada Aviation and Space Museum
Đặc điểm tổng quát
- Kíp lái: 4 (two pilots, two detection systems operators)
- Chiều dài: 43 ft 6 in (13,26 m)
- Sải cánh: 72 ft 7 in (22,12 m)
- Chiều cao: 17 ft 6 in (5,33 m)
- Diện tích cánh: 485 ft² (45,06 m²)
- Trọng lượng rỗng: 18.315 lb (8.310 kg)
- Trọng lượng có tải: 23.435 lb (10.630 kg)
- Trọng lượng cất cánh tối đa: 26.147 lb (11.860 kg)
- Động cơ: 2 × Wright R-1820-82WA kiểu động cơ piston bố trí tròn, 1.525 hp (1.137 kW)  mỗi chiếc

 Hiệu suất bay 
- Vận tốc cực đại: 280 mph (450 km/h) trên mực nước biển
- Vận tốc hành trình: 150 mph (240 km/h)
- Tầm bay: 1.350 mi (2.170 km) hoặc 9 h bay
- Trần bay: 22.000 ft (6.700 m)

Trang bị vũ khí

- 4.800 lb (2.200 kg) tải trọng có thể mang trong khoang quân giới trong thân và 6 giá treo dưới cánh 
  - Ngư lôi: Mk. 41, Mk. 43, Mk. 34, Mk. 44 hoặc Mk. 46
  - Bom chống ngầm: Mk. 54 hoặc mìn